# Gangster no 1
Pour plus de détails, voir Fiche technique et Distribution.
Gangster no 1 (I Mobster) est un film américain réalisé par Roger Corman, sorti en 1958.

## Synopsis
Un escroc de seconde zone, Joe Sante, gagne sa vie en pariant sur des courses de chevaux en plus d'être à la tête d'un trafic de drogue. Ses talents le font bientôt gravir les échelons du crime organisé au point de devenir un très important chef de la mafia. Arrivé au pouvoir, il est cependant trahi par ses hommes qui le tuent pour se partager son empire criminel.

## Fiche technique
- Titre original : I Mobster
- Titre français : Gangster no 1[1]
- Réalisation : Roger Corman
- Scénario : Steve Fisher d'après le roman de Joseph Hilton Smyth
- Photographie : Floyd Crosby
- Musique : Gerald Fried
- Pays d'origine :  États-Unis
- Date de sortie : 
  - États-Unis : 1958
  - France : 31 juillet 1959[1]

## Distribution
- Steve Cochran : Joe Sante
- Lita Milan : Teresa Porter
- Robert Strauss : Black Frankie Udino
- Celia Lovsky : Mme Sante
- Lili St. Cyr : Elle-même
- John Brinkley : Ernie Porter
- Grant Withers : Paul Moran
- Wally Cassell : Cherry Nose Sirago
- Robert Shayne : Un sénateur

Acteurs non crédités
- Charles Evans : le président de la commission
- John Mylong : Joe Sante Sr.
- Ed Nelson : Sid
- Bruno VeSota : Bruno
- Frank Wolff